# Королевское хорватское домобранство
Королевское хорватское домобранство (хорв. Kraljevsko Hrvatsko Domobranstvo, нем. Kroatisch-Slawonische Landwehr, венг. Horvát-szlavon Honvédség), также известно как Королевское хорватско-венгерское домобранство (хорв. Kraljevsko hrvatsko-ugarsko domobranstvo) и Хорватско-славонское домобранство (хорв. Hrvatsko-slavonsko domobranstvo), — резервное воинское формирование сухопутных войск Австро-Венгрии, составная часть венгерского королевского гонведа, состоявшая исключительно из представителей хорватской национальности.
Домобранство было образовано в 1868 году благодаря заключённому ранее венгерско-хорватскому соглашению, разрешавшему хорватам иметь свои вооружённые силы. Основным языком домобранства был хорватский, на котором отдавались команды и издавались распоряжения, символика домобранства соответствовала хорватской национальной символике. Солдаты домобранства участвовали в оккупации Боснии и Герцеговины в 1878 году, а также сражались на фронтах Первой мировой войны. Домобранство прекратило своё существование с распадом Австро-Венгрии в декабре 1918 года, и этот процесс сопровождался вооружёнными столкновениями сторонников независимой Хорватии и сторонников нового югославского государства. За все 50 лет своего существования Королевское хорватское домобранство наряду с австрийскими и венгерскими воинскими частями было третьей составляющей вооружённых сил Австро-Венгрии.

## История формирования

### Образование
В 1867 году было заключено австро-венгерское соглашение, согласно которому образовывались следующие вооружённые силы: Единая армия Австро-Венгрии, состоявшая из сухопутных и морских сил, отдельные австрийское (ландвер) и венгерское (гонвед) ополчения и резерв, известный как ландштурм. Задачами Единой армии являлись защита двуединой монархии от внешних врагов и поддержание мира и безопасности в стране. Перед ополчением ставились задачи поддержки Единой армии, защиты границ от нападения противника и поддержки порядка и безопасности в стране. Ландштурм мог быть задействован именно только в тех случаях, когда противник вторгался на территорию страны. Срок службы в Единой армии составлял 10 лет (3 года строевой и 7 лет в резерве), в ополчении — 12 лет (2 года строевой и 10 лет в резерве).
Несмотря на это, вопрос военной организации Королевства Хорватии, Славонии и Далмации оставался нерешённым, поскольку хорваты не желали служить в гонведе: хорваты во главе с Йосипом Елачичем во время Венгерской революции 1848 года выступили против восставших венгров. Венгерско-хорватское соглашение 1868 года сумело урегулировать большую часть вопросов самоуправления Хорватии, поставив вопросы об обороне под общую хорватско-венгерскую юрисдикцию. Велись жестокие споры по поводу решения этой дилеммы, в которой генерал Мирослав Кумлер, уроженец Загреба, выступил за создание отдельных хорватских вооружённых сил, не входивших в состав гонведа. Свою идею он изложил самому императору Францу-Иосифу I, сумев убедить кайзера в её логичности.
Переговоры об образовании хорватско-славонского домобранства велись долго и были довольно тяжёлыми. Хорваты выставили четыре основных требования:
1. Солдаты хорватской национальности могли нести службу исключительно на территории Хорватии.
2. Основным языком в армии являлся хорватский язык.
3. В домобранстве формировались академии и кадетские школы для всех солдат.
4. Хорватские воинские формирования носили хорватские наименования в честь городов, в которых располагались штаб-квартиры.

Сначала все подобные намерения воспринимались в штыки венгерской стороной, однако упорство хорватской стороны всё-таки привело к долгожданному результату. Статьи 7 и 57 Венгерско-хорватского соглашения, утверждённого 8 ноября 1868 года, стали основой для утверждения особого положения королевского венгерского домобранства на территории Королевства Хорватии и Славонии, действовавшего вплоть до распада Австро-Венгрии.

Статья 7. Разрешаются следующие совместные действия: призыв новобранцев, законодательство в сфере обороны и воинской обязанности […] б) новобранцы из Королевств Далмации, Хорватии и Славонии должны зачисляться в военные полки соответствующих королевств.
Статья 57. Органами единых властей устанавливается также хорватский язык как официальный язык в пределах границ Королевств Далмации, Хорватии и Славонии.
Оригинальный текст (хорв.)Članak 7. Zajednički su poslovi nadalje: dozvoljavanje novaka, zakonodavstvo za obranbeni sustav i vojnu dužnosti [...] b) da se novaci iz kraljevina Dalmacije, Hrvatske i Slavonije uvrstiti imadu u vojne pukovnije istih kraljevina
[...]
Članak 57. Za organe zajedničke vlade ustanovljuje se također hrvatski jezik službenim jezikom unutar granica kraljevinah Dalmacije, Hrvatske i Slavonije.

Требования хорватской стороны были выполнены полностью. Окончательный акт формирования домобранства в Хорватии и Славонии состоялся 5 декабря 1868 года, когда Хорватско-венгерский сабор внёс в Статью 41 венгерско-хорватского соглашения пункт о Домобранстве. Закон был подтверждён в нижней палате (Палате представителей) Сабора в тот же день, а в верхней палате (Палате дворян) Сабора, заседавшего в Пеште — 6 декабря. Хорватский язык стал официальным в домобранстве, также были установлены требования для военнослужащих (только проживающих в Хорватии и Славонии), а флагом домобранства стал обрамлённый хорватский флаг.
В Цислейтании, австрийской части империи, официальным языком в подразделениях ополчения был немецкий, так что хорваты стали третьей национальностью Австро-Венгерской империи (помимо венгров), которая получила право использовать свой родной язык в качестве официального языка подразделений с особыми привилегиями в отношении полковых знамён (хотя бы на бумаге). В подразделениях хорватского домобранства, хорватский был не только языком, на котором издавались приказы и велось судопроизводство, но при этом и единственным языком общения между солдатами и офицерами полка. Домобранство стало моноязычным обществом по сравнению с Единой армией.

### Название домобранства
Различные мнения хорватов и венгров отразились на названиях самого домобранства и его подразделений. Ни в одном законе не было прописано его конкретное официальное название, хотя с 1868 по 1870 годы хорватские части назывались «Королевское хорватское домобранство» (хорв. kraljevsko hrvatsko domobranstvo), «Хорватско-славонское домобранство» (хорв. hrvatsko-slavonsko domobranstvo) и так далее. Хорваты и венгры договорились называть домобранство официально «хорватско-венгерским» или «венгерско-хорватским», и это решение выполнялось с 1870 по 1874 годы. Но уже в 1875 году представители хорватской Народной партии стали жаловаться на то, что Венгрия стала чаще и чаще называть хорватское ополчение венгерским. 7 ноября 1878 года на заседании Сабора Иван Кукулевич заявил, что венгры нарушили соглашение от 1868 года, переименовав хорватское домобранство сначала в «Королевское венгерско-хорватское домобранство» (хорв. Kraljevsko ugarsko-hrvatsko domobranstvo), а затем и вовсе начав его называть не иначе как «Королевское венгерское домобранство» (хорв. Kraljevsko ugarsko domobranstvo). В 1884 году на заседании Сабора подобное заявление бану передал и представитель Йосип Майцен, указав на то, что венгры начинают вводить венгерский язык, переводить хорватских офицеров в Венгрию и всячески мешать их продвижению по службе, если те не знают венгерского языка.

### Символы
Изначально на головных уборах хорватских домобранцев была кокарда в виде герба Хорватии, но в 1870 году вместо хорватского герба стал использоваться герб земель короны Святого Иштвана. Депутат Милан Амруш 19 ноября 1896 года на заседании Сабора выразил своё недовольство подобными действиями и потребовал, чтобы вернули не только хорватский герб, но и хорватский вариант вензеля правившего императора Франца-Иосифа I F.J.I. (на головных уборах имя было написано по-венгерски I.F.J.).

### Хорватский язык
Инициаторы создания хорватского ополчения добивались и перевода системы воинских званий австро-венгерской армии на хорватский язык. Дело перевода Мирослав Кумлер, командовавший тогда домобранством, поручил Богославу Шулеку. Деятель Хорватской крестьянской партии Йосип Торбар, автор воспоминаний о Шулеке, писал об этом следующее:

Однажды он [Кумлер] пришёл как-то к Шулеку и пожаловался, что венгры насильно заставляют всё наше домобранство использовать в качестве основного языка венгерский, а отдавать команды на хорватском языке невозможно, поскольку нет никакой военной литературы. Поэтому он и пришёл просить того, чтобы тот как разбирающийся хорошо в венгерском языке перевёл несколько книг специально для домобранства. Шулек занялся делом и за краткое время перевёл 20 таких книг.
Оригинальный текст (хорв.)On dodje jednom sam k Šuleku, te mu se potuži, kako se s magjarske strane hoće silom, da u naše domobranstvo uvedu kao zapovjedni magjarski jezik, tobože da se hrvatskim jezikom ne bi moglo zapovijedati, ne imajući vojničke literature. Zato ga je došao moliti, ne bi li on, budući i magjarskom jeziku vješt, htio prevesti njekoliko knjiga, koje su namijenjene domobranstvu. Šulek se lati posla i prevede za kratko vrijeme 20 takvih knjižica.

В 1870 году Шулек начал переводить серию книг на военную тематику, на что затратил несколько лет. Все они выходили под названием «Устав королевского хорватско-венгерского домобранства». Позднее книги были переизданы под такими названиями, как «Наказ о королевском венгерском домобранстве, часть вторая» (хорв. Službovnik za Kraljevsko ugarsko domobranstvo, Dio drugi), «Второе издание Устава от 1875 года. Будапешт, 1888» (хорв. Drugo izdanje Službovnika od god. 1875. Budimpešta, 1888) и «Устав королевского венгерского домобранства, часть третья, пехота. Будапешт, 1890» (хорв. Službovnik za kraljevsko ugarsko domobranstvo, Dio treći, Pješačtvo. Budimpešta 1890).
Мирослав Крлежа в конце своей книги Хорватский бог Марс представил «Словарь домобранских и иностранных слов и выражений» (хорв. Tumač domobranskih i stranih riječi i pojmova), в числе которых фигурировали и воинские звания в домобранстве. Многие слова, которые Богуслав Шулек взял из народного языка, перевёл или составил сам, ныне используются в хорватском языке, составляя основу военного жаргона и терминологии.

## Трудности существования
Сложное положение Хорватии и хорватов во время существования Австро-Венгрии отражалось и на вооружённых силах Королевства Хорватии и Славонии в составе войск. Королевское хорватское домобранство за время своего существования пыталось избавиться от ряда многочисленных противоречий и парадоксов, что ярко описывал Мирослав Крлежа в рассказе «Смерть Флориана Краньчеца» (хорв. Smrt Florijana Kranjčeca) и, в частности, в словаре книги «Хорватский бог Марс». В частности, Крлежа обвинял домобранцев в чрезмерной любви к Венгрии и стремлении выслужиться перед венграми, а также в отсутствии хорватского патриотизма.

Действительно хорватские домобранцы, наши красно-бело-синие домобранцы — защитники границы или чёрно-жёлтые имперские солдаты? Почему домобранские офицеры носят имперские портупеи, если они не имперские, не венгерские королевские, а хорватские офицеры? Почему носят венгерский герб, если знамёна полков хорватские и если очевидно нарушение наших государственных прав в плане выбора в Цетине, прагматики и октябрьского диплома? Почему ими командует венгерский король, домобранец исполняет приказы императора, а венгерский король по конституции не короновался хорватской короной и венгерский гимн незаконный? И что потом будет с домобранством, если придётся нашим ротам опять идти в Ломбардию, на Верону и Соммакампанью, а в таком случае, без всякого сомнения, домобранство не будет играть никакой роли, ибо не сможет защищать отечество, как даже не в сорок восьмом и не в шестьдесят шестом и ни до, ни после того, неужели из-за этого не смогут домобранцы штурмовать и осаждать? Если наши домобранцы действительно настоящие хорватские ополченцы, надо бы защищать наше хорватское отечество от мадьяров, потому что нашему дому теперь угрожает венгерское владычество.
Оригинальный текст (хорв.)Jesu li hrvatski domobrani naši crveno-bijelo-modri domobrani haramije graničari ili su crno-žuti soldati carski? Zašto domobranski oficiri nose carske porte-épée kada nisu carski oficiri nego madžarski i kraljevski i hrvatski? Zašto nose madžarske grbove kada su pukovnijske zastave hrvatske i kada je to evidentna povreda naših ustavnih prava u smislu cetinskog izbora, pragmatike i listopadske diplome? Zašto im komandira madžarski kralj, a domobran se zaklinje na carevku, a madžarski kralj po ustavu nije krunjen hrvatskom krunom, i madžarska je himna protuzakonita? I što će onda biti s domobranstvom ako se dogodi da naše čete opet pođu u Lombardiju, na Veronu i Sommacampagnu, i kad u tome slučaju, izvan svake sumnje, ne će igrati ulogu domobrana, jer ne će braniti dom, kao što to nije bilo ni četrdeset osme ni šezdeset šeste, ni prije ni poslije toga, pak prema tome ne će biti domobrani nego jurišnici i navalnici? Ako su naši domobrani doista pravi hrvatski domobrani, trebalo bi da brane naš hrvatski dom protiv Madžara, jer je taj naš dom od madžarske supremacije stalo ugrožen.

## Структура

### Структура домобранства
В Хорватии и Славонии, согласно пунктам венгерско-хорватского соглашения 1868 года, был образован VI хорватско-славонский военный округ в Загребе — высший административный орган, которому подчинялись воинские формирования домобранства на территории Королевства Хорватии и Славонии. В 1871 году был образован дополнительно VII хорватско-славонский военный округ. Первыми подразделениями были четыре батальона: 79-й Вараждинский, 80-й Загребский, 81-й Вировитицкий и 82-й Вуковарский. Четыре домобранские роты базировались в Загребе и первоначально несли службу как вспомогательные пехотные подразделения. Чуть позже были основаны четыре кавалерийских эскадрона: 29-й и 30-й Вараждинские и 31-й и 32-й Винковицкие. Развёртывание граничарских полков началось в 1873 году, а за год до этого на территории Беловарско-Билогорской жупании появились восемь домобранских пехотных батальонов: 83-й Сисакский, 84-й Беловарский, 87-й Госпичский, 88-й Огулинский, 89-й Шварчский, 90-й Глинский, 91-й Ново-Градишский и 92-й Митровицкий. В 1874 году появились четыре полубригады. 79-я, 80-я и 83-я рота составили 25-ю Загребскую полубригаду, 87-я, 88-я и 89-я — 26-ю Карловацкую полубригаду, 81-я, 84-я и 90-я рота — 27-ю Сисакскую полубригаду, 82-я, 91-я и 92-я — 28-ю Осиекскую полубригаду. 10-й кавалерийский Загребский отряд, 29-я и 31-я отдельные кавалерийские роты вместе образовали 10-й кавалерийский Вараждинский полк. В 1890 году полубригады были преобразованы в пехотные полки. С 1912 года при командовании VI Загребского хорватско-славонского военного округа начала формироваться артиллерийская бригада, в которую планировалось включить восемь артиллерийских батарей. В 1914 году на момент начала Первой мировой войны в Загребе находилось командование 7-го и 8-го дивизионов полевой артиллерии, на основе которых был создан 6-й домобранский полк полевой артиллерии.
Структура домобранства перед началом войны выглядела следующим образом:
| Командование VII хорватско-славонского военного округа в Загребе (42-я пехотная «дьявольская» дивизия) |                                             |                                           |                                           |
| 83-я Загребская пехотная бригада                                                                       | 83-я Загребская пехотная бригада            | 84-я Осиекская пехотная бригада           | 84-я Осиекская пехотная бригада           |
| 25-й домобранский Загребский пехотный полк                                                             | 26-й домобранский Карловацкий пехотный полк | 27-й домобранский Сисакский пехотный полк | 28-й домобранский Осиекский пехотный полк |
| 10-й домобранский Вараждинский гусарский полк                                                          |                                             |                                           |                                           |
| 6-й домобранский полк полевой артиллерии                                                               |                                             |                                           |                                           |
| 7-я Загребская артиллерийская батарея                                                                  | 7-я Загребская артиллерийская батарея       | 8-я Загребская артиллерийская батарея     | 8-я Загребская артиллерийская батарея     |

В войну также были задействованы 11-й домобранский специальный (охранный) полк, состоявший из 25-го, 26-го и 43-го специальных батальонов и 12-й домобранский специальный (охранный) полк (27-й, 28-й и 44-й специальные батальоны), входившие в 42-ю домобранскую дивизию. В 1916 году были мобилизованы ещё два подразделения: 33-й домобранский пехотный полк (Загреб, Сисак и Карловац) и 311-й домобранский Ново-Градишский пехотный полк (известный также как «полк больных трахомой»).

### Структура подразделения
Основное тактическое подразделение — рота. В личный состав входили четыре офицера, вахтмейстер, четыре взводных (цугсфюреры), 12 капралов, 18 водичей и 180 рядовых солдат. Сержант-майор, счетовой вахтмейстер, полковые музыканты (2 барабанщика, 2 трубача), четыре сапёра, три санитара-носителя раненых и четверо помощников офицера не были вооружены. Всего в пехотную роту входило 236 человек. В кавалерийской роте были 4 офицера, 167 унтер-офицеров (всего 171 человек) и всего 150 лошадей. 13 уланов или гусаров, пять слуг, кузнец, шорник и врач не разъезжали на лошадях.
В состав батальона входили штаб и четыре роты общей численностью 952 человека. Полубригада (позднее полк) включала в себя три батальона общей численностью 2918 человек. Под командованием VII хорватско-славонского домобранского округа было две бригады, в каждой по две полубригады (полка), и общая численность солдат тогда достигала примерно 11 500 человек. Помимо того, в распоряжении каждой полубригады было около 70 лошадей и 15 автомобилей.

### Командующие
В административной структуре домобранство подчинялось совместно хорватско-венгерскому министру национальной обороны и верховному главнокомандующему Королевского венгерского гонведа. Помимо командира, у домобранства был Генеральный штаб со своим начальником.
Всеми командующими Королевского хорватского домобранства, в мирное время командующими Загребского хорватско-славонского домобранского военного округа, были этнические хорваты (в том числе и командиры 42-й пехотной дивизии).
- Мирослав Кулмер (1869–1875)
- Драгутин Вишнич (1875–1880)
- Милан (Эмиль) Мусулин (1881–1890)
- Матия Раслич (1890–1893)
- Эдуард Лукинац (1893–1897)
- Йосип Бах (1897–1901)
- Джуро Чанич (1901–1903)
- Радослав Герба (1903–1907)
- Светозар Бороевич (1907–1912)
- Стефан Саркотич (1912–1914)
- Иван Салис-Зеевис (1915)
- Антон Липощак (1915–1916, 1917)
- Лука Шнярич (1916–1917)
- Михаил Михалевич (1917–1918)
- Теодор Соретич (1918)

## Вооружение
У рядовых солдат основным оружием являлась винтовка Steyr Mannlicher M1895 калибра 8 мм и сабля M1869. Офицерский состав был вооружён 8-мм самозарядными пистолетами Roth-Steyr M1907 и саблями M1861/69 (позднее на смену им пришли сабли M1895).

## Проблемы обучения
Изначально существовала кадетская школа хорватско-славонского домобранства в Загребе, в которой преподавание велось целиком на хорватском языке. Преподавателями в основном были хорватские офицеры, среди которых выделялись подмаршалы Йосип Бах и Иван Томичич. Но уже в 1872—1873 годах специальная хорватская домобранская школа вместе с преподавателями была перенесена в Ludoviceum, венгерско-хорватскую домобранскую академию в Будапеште. Изначально венграми были созданы в академии отдельные хорватский и венгерский классы, а в 1884 году хорватский класс был упразднён. Поскольку среди хорватских учащихся почти никто не знал венгерский язык, в Ludoviceum зачислялось очень мало выходцев из Хорватии и Славонии — в 1902/1903 учебном году было всего 4 или 5 хорватских кадетов. Это привело не только к исчезновению офицеров домобранства и гонведа, знавших хорватский, но и к исчезновению хорватских офицеров как таковых. Проблему начали решать в 1884 году путём перевода офицеров из Единой армии в домобранство и вызова офицеров запаса, что прекратилось в 1902 году. К 1904 году в составе пехотных полков хорватского домобранства 53,9 % военнослужащих не владели хорватским языком, в то время как в кавалерийских полках домобранства около половины «едва-едва знали хорватский». Хорватский Сабор долгое время просил создать хорватскую домобранскую академию в Хорватии и Славонии, но ни одна из его просьб не увенчалась успехом.

## Штаб и казармы
Зданиями Королевского хорватского домобранства были штабы полков и бригад, а также ряд казарм в разных городах: Бьеловар, Госпич и Вараждин. В последних проживали и смешанные домобранские гусарские подразделения.

### Штаб командования
Первым зданием штаба командования домобранства был дом 30 на Гайевой улице — ныне это главное здание Государственной прокуратуры Хорватии. Строительство его было завершено в 1899 году согласно проекту компании Honigsberg & Deutsch. Солдаты проживали с 1869 года в соседнем жилом доме рядом с штаб-квартирой, однако весь личный состав не мог разместиться в доме. Это заставило командование задуматься о создании нескольких казарм для солдат.

### Казарма в Загребе
В 1894 году рядом с казармами принца Рудольфа было выбрано место для новой казармы — дом 242 на Илице. Милан Ленуччи занялся созданием макета и композицией сборки, за внешний вид казармы отвечал Янко Холяц. Эта казарма стала первой работой местных хорватских архитекторов и стала самым гармоничным среди шести крупных военных комплексов, построенных в Чрномерце с 1889 по 1913 год. Строительство казармы завершилось в 1889 году, а с 1912 по 1918 год она носила имя графа Мирослава Кулмера, первого командира домобранства. С 1995 года она носит название короля Томислава, а в настоящее время ведутся переговоры о том, чтобы сделать здание кампусом Хорватского католического университета.

### Казарма в Карловаце
Здание было построено в 1895 году в Карловаце на Домобранской улице. В ней располагались штаб, 1-й и 2-й батальоны 26-го домобранского пехотного полка. В 1914 году в казарме стал проживать и личный состав 6-го домобранского полка гаубичной артиллерии. Вплоть до начала 1990-х годов казарма называлась «Петровой горой». Она функционирует и в настоящее время как казарма сухопутных войск, носит среди солдат прозвище «Домобранская».

### Казарма в Сисаке
Строительство казармы в Сисаке в 1880 году одобрило земельное правительство Хорватии, Славонии и Далмации. Прорабом стал Андрия Колусси, расходы были сокращены на 8,6 %. Непосредствнено для строительства были приобретены земли у семей Вайнеров, Мундорферов, Вучковичей и Ключецей в Новом Сисаке (правое побережье реки Купа), а в феврале 1891 года на Трнском побережье (ныне дом 28 на Ладжарской улице) была наконец возведена большая двухэтажная казарма домобранства — крупнейшее здание на тот момент в Сисаке. Архитектором казармы был житель Загреба Куно Вайдманн. Стоимость строительства составила 230 тысяч венгерских форинтов. Руководителем отдела казармы по гражданским делам стал Милан Малинарич. В казарме размещались штаб и два первых батальона 27-го домобранского пехотного полка. В настоящее время здание заброшено.

### Казарма в Осиеке
Казарму в Осиеке возвели в 1891 году, там размещались штаб и три батальона 28-го домобранского полка, а также штаб 84-й домобранской пехотной бригады.

## Униформа и песни
Униформа солдат хорватского домобранства состояла из светло-красных брюк, синего мундира и красной шляпы. Позднее брюки стали шить из синей грубой ткани, украшая всю униформу красными шнурами (у других австро-венгерских подразделений шнуры были золотыми). Сине-красную униформу в сентябре 1915 года заменили тёмно-серой формой.
На головном уборе изображался австро-венгерский герб с короной, а также герб Триединого королевства Хорватии, Славонии и Далмации, который в 1870 году был заменён хорватско-венгерским гербом земель короны Святого Иштвана. Также на головных уборах чуть выше изображались знаки отличия воинских формирований. Во время Первой мировой войны там изображался хорватский герб. На касках и головных уборах гарнизонных частей изображалась стилизованная монограмма императора и короля (изначально FJI, затем KI).
На знамёнах всех полков, помимо цветов австро-венгерского флага, изображались цвета и хорватского флага. Согласно распоряжению свыше, на знамёнах должны были также изображаться монограмма правившего императора и цвета флага Триединого королевства Хорватии, Славонии и Далмации с гербом земель короны Святого Иштвана (хорватско-венгерского государства)..
В домобранстве популярностью пользовались несколько песен: фактическим маршем дивизии была песня «Marširala, marširala Jelačića vojska», которая была известна ещё и под названием «Marširala, marširala dvadeset i peta» (в честь 25-го пехотного полка). В 42-й домобранской дивизии во время войны пелась другая песня — «Kiša pada, Srbija propada, vjetar piri, Hrvatska se širi».
- Форма пехотинца Королевского хорватского домобранства, 1901 год
- Форма гусара Королевского хорватского домобранства: на голове шапка «чако»
- Второй слева — домобранец в зимней униформе, 1912
- Кокарда 42-й домобранской дивизии, 1917 год
- Гусар Королевского хорватского домобранства времён Первой мировой войны

## Локальные конфликты

### Присоединение Боснии к Австрии
После окончания русско-турецкой войны был подписан Сан-Стефанский мир, который устроил Россию и балканских славян, но не устроил ряд западных держав. Вследствие этого был созван Берлинский конгресс, где были почти полностью пересмотрены все пункты Сан-Стефанского мира. Одним из принятых пунктов на конгрессе стало присоединение Боснии и Герцеговины, которые формально ещё подчинялись Стамбулу, к Австро-Венгрии. Австрийские войска численностью 82 тысячи человек готовы были сразиться против ополчения численностью 40 тысяч человек (в основном мусульмане и сочувствующие им некоторые православные), которым командовал Хаджи Лойо, сараевский пропагандист. 20 августа 1878 года было приведено в боевую готовность Королевское хорватское домобранство, а именно 43-я пехотная домобранская бригада численностью 6144 человека под командованием Эмиля Мусулина. Их отправили на границу с Боснией и разместили в гарнизоне как поддержку основных сил в грядущем наступлении. Мусулину, находившемуся со своей бригадой в Дони-Лапаце, 22 сентября сдались 10 беев из Цазинской краины, которые потом принесли присягу кайзеру Австро-Венгрии. Завоевание Боснии и Герцеговины шло в течение трёх месяцев: в боях погибли 946 солдат Австро-Венгрии и ещё 3980 человек были ранены.

### Волнения 1903 года
Согласно хорватско-венгерскому соглашению, домобранство могло вмешиваться во внутренние дела в случае гражданских беспорядков или угрозы общественному спокойствию. Бан Карой Куэн-Хедервари приказал хорватскому домобранству усмирить хорватов, выступавших против навязывания венгерской символики и фактически организовавших открытое антивенгерское восстание. Подмаршал и командующий VII хорватско-славонским домобранским военным округом в Загребе Джуро Чанич 1 августа 1903 года отказался выполнять приказ бана, не желая стрелять в своих сограждан, за что был немедленно отстранён от командования и отправлен в отставку. Вскоре было введено военное положение на территории Хорватии, но и сам Хедервари был отправлен в отставку за то, что не сумел сдержать восставших.

## Участие в Первой мировой войне
В составе VII домобранского военного округа перед началом Первой мировой войны находились 25-й, 26-й, 27-й и 28-й пехотные полки 42-й домобранской «Дьявольской» пехотной дивизии. Дивизия насчитывала 14 тысяч человек, командовал ей генерал-полковник Стефан Саркотич. Являлась одним из известнейших воинских формирований за всю военную историю Хорватии. Воинский путь она начала на сербском фронте на Дрине, где австро-венгерские войска нанесли первый удар в войне. В дальнейшем дивизия участвовала в битвах при Цере и Колубаре. Военнослужащие дивизии в Сербии совершили множество преступлений против гражданских сербов.  После боёв на Балканах дивизия отправилась на Восточный фронт в Галицию, где сражалась против русской армии. В начале 1918 года дивизия, входившая в состав 11-й армии, была отправлена на Итальянский фронт, где и оставалась до самого конца войны. Участвовала в боях на высоте Сетте-Коммуни. 22 октября 1918 года 83-я домобранская пехотная бригада впервые проигнорировала приказ, отказавшись заменять 84-ю домобранскую пехотную бригаду. Это стало сигналом к началу массового дезертирства и неповиновения личного состава в армии Австро-Венгрии. В ночь с 30 на 31 октября обе бригады через Каринтию вернулись на родину в Хорватию.
Помимо этого, в начале войны в Хорватии состоялась общая мобилизация, в ходе которой 25-й, 26-й, 27-й и 28-й домобранские полки вместе с 10-м и 38-м вспомогательными полками, укомплектованными сербскими добровольцами из Хорватии и Славонии, были дополнены ещё и 104-й домобранской бригадой, которой командовал генерал-майор Теодор Бекич. В Осиек в разгар мобилизации прибыло 26 октября 1914 года 7 тысяч добровольцев 1892, 1893 и 1894 годов рождения.
О людских потерях домобранства в войне, равно как и о людских потерях всех хорватских подразделений армии Австро-Венгрии, понесённых до Рождества 1915 года, писал Мирослав Крлежа в романе «Знамёна» (хорв. Zastave): по его данным, 25-й домобранский пехотный полк потерял убитыми 14 тысяч человек, а 26-й — и вовсе 20 тысяч. Общие хорватские потери за всю войну, по наиболее распространённым данным, составляют около 190 тысяч человек убитыми, хотя, по версии историка Иво Голдштейна, эти потери составляют 137 тысяч солдат и 109 тысяч гражданских лиц: в число погибших включены павшие непосредственно в бою, а также умершие от болезней и голода (во Второй мировой войне, согласно Голдштейну, жертвами террора со всех сторон стали 299 тысяч хорватских гражданских лиц). Только 4363 погибших в войне были уроженцами Меджимурья. Точных данных о погибших в войне нет, поскольку встречаются противоречивые данные в архивах Вены, Будапешта и Белграда.

## После Первой мировой войны
5 октября 1918 года в Загребе было образовано Народное вече словенцев, хорватов и сербов, которое 19 октября того же года объявило об одностороннем выходе Хорватии и Словении из состава разваливавшейся Австро-Венгрии. Незадолго до провозглашения Государства словенцев, хорватов и сербов руководство Народного вече начало вести переговоры с несколькими военачальниками австро-венгерской армии, в том числе подмаршалом Михаилом Михалевичем, командиром домобранства, и генералом Лукой Шняричем, командовавшим 13-м хорватско-славонским корпусом. Они представили манифест императора Карла I, который обещал полную амнистию арестованным по обвинению в государственной измене хорватам, скорейшую демобилизацию солдатам домобранства и гарантированную службу в новой армии. Вече, несмотря на обещания и гарантии императора не притеснять по национальным и религиозным мотивам, отказалось от принятия манифеста. 29 октября солдаты, лояльные Народному вече, разослали воззвание ко всем солдатам домобранства и всей австро-венгерской армии, взывая к их патриотическим чувствам, уговаривая не подчиняться австрийским центральным властям и предлагая перейти в армию нового Государства словенцев, хорватов и сербов. Вече предоставляло гарантии безопасности проживания всем, кто перейдёт на его сторону. На большое количество солдат, однако, Вече не могло рассчитывать. Хорватские домобранцы были мирно разоружены после возвращения домой и спокойно вернулись в свои города.
Солдаты 25-го Загребского домобранского полка и 53-го полка Единой армии Австро-Венгрии 5 декабря вошли на площадь Бана Елачича в Загреб, где объявили независимую хорватскую республику. Услышавшие это сторонники единого Государства словенцев, хорватов и сербов немедленно открыли по солдатам огонь из зданий. В ходе резни погибло 13 человек и было ранено 17. Убитых в тот день солдат ныне в хорватской историографии называют «декабрьскими жертвами». Однако сторонники независимой Хорватии были не единственной угрозой для Народного вече: лояльные монарху войска (преимущественно венгры), которые организовали террор против хорватов, заняли Меджимурье. Народное вече решило нанести удар по противнику. Для освобождения Меджимурья были направлены солдаты 25-го и 26-го домобранских полков, 53-го и 96-го пехотных полков Единой армии, а также огромное количество добровольцев и домобранцев из разных полков. Командовали ими подполковник Славко Кватерник, Степан Сертич, майор Мирко Погледич и капитан Йосип Шполяр. Операция началась 24 декабря 1918 года в 6 часов вечера и завершилась в тот же день: согласно отчёту Кватерника, потерь наступающие не понесли .
Процесс расформирования домобранства, начавшийся в ноябре, ускорился в декабре 1918 года. В начале января 1919 года на территории Хорватии началось расформирование всех подразделений домобранства и армии Австро-Венгрии. В конце января было объявлено о формировании четырёх новых пехотных полков в составе армии нового государства: Загребского, Карловацкого, Петроварадинского и Сплитского. Все подразделения ландштурма, гонведа, домобранства были преобразованы в новые подразделения ополчения по образцу армии Королевства Сербии. Так появилась Югославская королевская армия, в которой было всего 2590 офицеров, 64 % из которых присягнули на верность Народному вече. Старшие офицеры зачислялись в армию не так обильно, потому что считались в сербской армии конкурентами и подозрительными лицами. Ряд солдат, не смирившихся с таким решением, эмигрировал в Австрию, где получал минимальное жалование на воинской службе.

## Память
После 1918 года Хорватия вошла в состав единого Государства словенцев, хорватов и сербов. Поскольку сербы были по другую сторону фронта, память погибших домобранцев практически не чтилась, а к ветеранам домобранства относились настороженно. Памятники погибшим домобранцам практически были заброшены (например, памятник павшим хорватским солдатам в Первой мировой войне на кладбище Мирогой) или просто сносились (так, в Меджимурье его снесли венгры во время Второй мировой войны). О домобранцах как о героях говорили только деятели правых партий (в основном националисты), упоминая о вековых хорватских воинских традициях и обычаях. В 1928 году в Загребе стал издаваться проусташский журнал «Хорватский домобран» (хорв. Hrvatski Domobran). Усташи же в начале существования своего движения старались копировать структуру Королевского домобранства, что отразилось в дальнейшем и в существовании Независимого государства Хорватии: в 1941 году официальные вооружённые силы стали называться не иначе как Хорватское домобранство, а в вермахте даже появились 369-е пехотная дивизия и пехотный полк, получившие название «Дьявольские» в честь 42-й пехотной дивизии домобранства.
Запрет на упоминание о домобранстве действовал до 1991 года, пока не было образовано так называемое «домобранство хорватской армии» — резерв вооружённых сил, а во время Боснийской войны его правопреемником стало называться «домобранство Хорватского совета обороны», также выполнявшее функции резерва. В армии независимой Хорватии стали возвращаться воинские звания и знаки различия, использовавшиеся с 1868 по 1918 год в домобранстве. В 1993 году прошли памятные мероприятия по случаю 125-летия со дня образования домобранства, а хорватская почта выпустила серию памятных почтовых марок. В 2003 году домобранство было окончательно упразднено. В настоящее время в Хорватии действует организация «Hrvatski domobran», в которой состоят ветераны Хорватского домобранства, участвовавшие во Второй мировой войне. Ежегодно 5 декабря проводятся памятные мероприятия с возложением венков к зданиям и памятникам Королевскому хорватскому домобранству.

### В культуре
Крупнейшим памятником литературы, в котором было увековечено Королевское хорватское домобранство, стала серия книг югославского писателя Мирослава Крлежи, получившая название «Домобранский опус» (хорв. Domobranski opus). Мирослав Крлежа, служивший в домобранстве и участвовавший в Первой мировой войне, отразил в книгах атмосферу жизни и службы в рядах домобранства. Помимо этого, было написано ещё множество книг: как художественных и исторических романов, так и мемуаров тех, кто служил в домобранстве. Было снято несколько крупных фильмов и телесериалов о домобранстве во время Первой мировой войны. Помимо Крлежи, ещё одним известным писателем стал деятель движения усташей Миле Будак, описавший в рассказе «Военный плен» (хорв. Ratno roblje) путь пленных домобранцев через Сербию, Албанию, Черногорию и Грецию.
Одними из наиболее известных книг являются:
- «Хорватский бог Марс» (хорв. Hrvatski bog Mars, сборник рассказов, автор Мирослав Крлежа)
- «Галиция» (хорв. Galicija, драма, автор Мирослав Крлежа)
- «Тысяча и одна смерть» (хорв. Hiljadu i jedna smrt, сборник рассказов, автор Мирослав Крлежа)
- «В лагере» (хорв. U logoru, драма, автор Мирослав Крлежа)
- «Военный плен» (хорв. Ratno roblje, рассказ, автор Миле Будак)
- «Любовь под флагом» (хорв. Ljubav pod zastavom, роман, автор Лав Лович, 1936)

Одними из наиболее известных фильмов являются:
- «Путешествие в Вучияк» (хорв. Putovanje u Vučjak, фильм по мотивам драмы Мирослава Крлежи; режиссёр Эдуард Галич, 1986)
- «Дорога в рай» (хорв. Put u raj, сериал по мотивам рассказов Мирослава Крлежи; режиссёр Марио Фанелли, 1970)
- «Йозеф» (фильм, режиссёр Станислав Томич, 2011)

## Известные военнослужащие
- Иосип Броз Тито (1892—1980), президент СФРЮ: сержант 25-го домобранского пехотного полка[61][62]
- Мирослав Крлежа (1893—1981), писатель: офицер запаса 25-го домобранского пехотного полка[63]
- Владко Мачек (1879—1964), политик, лидер Хорватской крестьянской партии: капитан 26-го домобранского пехотного полка
- Славко Кватерник (1878—1945), один из лидеров движения усташей, военачальник НГХ: штаб-офицер Королевского домобранства
- Миле Будак (1889—1945), писатель, военачальник НГХ: унтер-офицер Королевского домобранства
- Анте Матасич (1862—1942), военачальник НГХ: командир 25-го домобранского пехотного полка
- Славко Штанцер (1872—1945), военачальник НГХ: штаб-офицер Королевского домобранства
- Фран Галович (1887—1914), писатель: командир 27-го домобранского пехотного полка, погиб на фронте в Сербии

## Галерея
- Воины 25-го домобранского пехотного полка на построении
- Инженерные войска возводят укрепления
- Домобранец в бою
- Стефан Саркотич, командующий домобранством в 1912—1914 годах

### Основная
- Čapo, Hrvoje; Hrvoje Čapo. Broj primljenih časnika bivše austrougarske vojske u vojsku Kraljevine Srba, Hrvata i Slovenaca (хорв.) // Časopis za suvremenu povijest. — Zagreb, 2008.. — Prosinac (vol. 40, br. 3).
- Hameršak, Filip. Hrvatska autobiografija i Prvi svjetski rat (doktorski rad) (хорв.). — Zagreb, 2013.. — С. Filozofski fakultet Sveučilišta u Zagrebu.
- Horel, Catherine. Soldaten zwischen nationalen Fronten: Die Auflösung der Militargrenze und die Entwicklung der königlich-ungarischen Landwehr (Honved) in Kroatien-Slawonien 1868-1914 (нем.). — Beč: Austrijska akademija znanosti, 2009.. — ISBN 978-3700-164-968.
- Huzjan, Vladimir; Vladimir Huzjan. Raspuštanje Hrvatskog domobranstva nakon završetka Prvog svjetskog rata (хорв.) // Časopis za suvremenu povijest. — Zagreb, 2005.. — Prosinac (vol. 37, br. 2). — Str. 445.—446.
- Oršolić, Tado; Tado Oršolić. Hrvatsko domobranstvo kao "separatum corpus" ugarskog domobranstva (1868.-1914.) (хорв.) // Radovi Filozofskog fakulteta u Zadru. — Zadar: Sveučilište u Splitu, FF Zadar, 2000.. — Travanj (vol. 39, br. 26). — Str. 165—190. — ISSN 0352-6712.
- Pojić, Milan; Milan Pojić. Ustroj Austrougarske vojske na ozemlju Hrvatske 1868.-1914 (хорв.) // Arhivski vjesnik. — Zagreb: Hrvatski državni arhiv, 2001.. — Ožujak (vol. 43). — Str. 147.—169.. — ISSN 0570-9008.
- Vojna enciklopedija. — Beograd: Vojnoizdavački zavod, 1973.. — С. 2. izdanje, II svezak.

### Мемуары
- Krleža, Miroslav. Hrvatski bog Mars (неопр.). — Zagreb/Sarajevo: Mladost/Oslobođenje, 1982..
- Maček, Vladko. Memoari (неопр.). — Zagreb: Dom i svijet, 2003.. — ISBN 953-6491-93-1.